# Enbata
Enbata fou un partit polític nacionalista basc fundat amb motiu de l'Aberri Eguna del 15 d'abril de 1963 per un grup de joves (Ximun Haran, Jean-Louis Davant, Michel Labeguerie, Jakes Abeberry i el sacerdot Piarres Lartzabal.
Enbata va ser el primer moviment abertzale d'Iparralde i va proposar inicialment la creació d'un departament basc dotat d'un estatut per a la llengua basca, i posteriorment una regió autònoma en l'Europa en construcció. Fou dissolt el 1974 d'acord amb Llei de 10 de gener de 1936 sobre grups de combat i milícies privades.
Segons Jon Etcheverry-Ainchart i Peio Etcheverry-Ainchart, Enbata va néixer "en un moment en l'idioma i la cultura basca són menyspreades pels mateixos bascos i cap reivindicació política no sembla alterar la capa imperforable gaullista, de manera que l'embrionària ETA al sud del Bidasoa no ha iniciat el pas de resistència armada a la dictadura franquista, de manera que els joves llops d'Enbata formulen un projecte per a molts incongruent: canviar de pàtria"."
Tot i que Enbata havia rebutjat la violència i s'havia distanciat d'ETA, el partit fou prohibit el 30 de gener de 1974 pel ministre de l'Interior Raymond Marcellin per suposats contactes amb l'organització armada ETA.